# Сфинкс (рассказ)
«Сфинкс» (The Sphinx) — рассказ, написанный Эдгаром Алланом По и опубликованный в январском номере журнала Arthur’s Ladies' Magazine за 1846 год. История рассказывает об оптической иллюзии, которая сильно пугает главного героя из-за его веры в суеверия.

## Сюжет
Во время эпидемии холеры в Нью-Йорке рассказчик принимает приглашение родственника провести с ним две недели на элегантной вилле на берегу реки Гудзон, недалеко от поросшего лесом холма, пострадавшего от оползня. Каждый день они получают новости о смерти кого-то из знакомых, оставшихся в городе. Рассказчик крайне суеверен и сходит с ума, прочитав несколько книг в библиотеке своего родственника.
Как-то раз, под конец жаркого дня, оторвавшись от книги, которую читал, он выглянул в окно и заметил нечто странное: гигантское чудовище, напомнившее ему слона с крыльями, спускалось с близлежащего голого холма и исчезло в растительности у его подножия. Чудовище было очень большим и имело череп на груди, который выделялся на фоне остального тела. Когда монстр открыл свою огромную пасть и испустил душераздирающий вой, рассказчик потерял сознание.
Через несколько дней в той же комнате рассказчик поведал хозяину дома о пережитом им видении, описав внешний вид чудовища. Присмотревшись, он снова замечает это существо, но его друг утверждает, что ничего не видит. Рассказчик начинает верить, что видение было предзнаменованием смерти или сигналом о приближении припадка безумия. Заинтригованный, его друг берёт с полки библиотеки книгу по биологии и начинает читать описание некоего насекомого из семейства бражников, бабочки с научным названием Acherontia atropos (сфинкс с мёртвой головой), которая напоминала чудовище, виденное рассказчиком. Разница была только в том, что размер бабочки составляет одну шестнадцатую дюйма. Хозяин дома тут же выглядывает в окно, видит «чудовище» и показывает его главному герою. «Монстром» было всего лишь маленькое насекомое, карабкающееся по нити паутины. Из-за близости к глазам наблюдателя создавалась оптическая иллюзию, что оно непропорционально большое.

## История публикаций
Сфинкс был опубликован в январе 1846 года в женском журнале Arthur’s Ladies' Magazine.

## Место и время
Летом 1832 года Нью-Йорк пережил страшную эпидемию холеры, унёсшую жизни примерно 3000 человек. Друзья Эдгара Аллана По и несколько членов семьи умерли от этой болезни.

## Персонажи
Персонажи рассказа по именам не названы. Главный герой признаётся, что у него есть некоторая склонность к суевериям. Его родственник, напротив, спокоен, тих и проницателен, не веря подобным ересям.

## Анализ
Рассказ очень интересен тем, что описывает, в частности, эмоцию, вызванную страхом . Повествование продолжается с целью создать в душе читателя состояние напряжения: он знает, что персонаж имеет очень эмоциональный характер, но не знает, является ли то, что, по его словам, он видел, галлюцинацией, кошмаром, фантастическим воображаемым или реальностью.